# Will Felder
Will Felder (Cleveland, Ohio, 9 de marzo de 1991) es un baloncestista estadounidense que pertenece a la plantilla del Union Tours Metropole de la Pro B francesa. Con 2,01 metros de estatura, juega en la posición de alero. 

## Trayectoria deportiva

### Universidad
Jugó dos temporadas con los  Red Flash de la Universidad Saint Francis, en las que promedió 10,2 puntos, 6,0 rebotes, 1,0 asistencias y 1,1 tapones por partido. En 2011 fue transferido a los RedHawks de la Universidad Miami, donde tras cumplir el año de parón que impone la NCAA, jugó dos temporada más en las que promedió 12,9 puntos y 6,0 rebotes por partido. En su última temporada fue incluido en el segundo mejor quinteto de la Mid-American Conference.

### Profesional
Tras no ser elegido en el Draft de la NBA de 2014, firmó su primer contrato profesional en agosto de ese año con el ZZ Leiden de la FEB Eredivisie holandesa, donde jugó una temporada en la que promedió 10,0 puntos y 4,8 rebotes por partido.
En julio de 2015 firmó con el Vendee Challans Basket de la NM1, la tercera división francesa, donde jugó una temporada en la que promedió 16,0 puntos y 6,2 rebotes por partido. La temporada siguiente, sin cambiar de liga, fichó por el Rueil Athletic Club, donde en su única temporada promedió 15,4 puntos y 5,8 rebotes por encuentro.
En julio de 2017 fichó por el C' Chartres Basket, También de NM1, donde en su primera temporada ayudó con 17,4 puntos y 5,7 rebotes por partido al ascenso del equipo a la Pro B, siendo además elegido en el segundo mejor quinteto de la liga.